# Literaturjahr 1508
Liste der Literaturjahre

◄◄ | ◄ | 1504 | 1505 | 1506 | 1507 | Literaturjahr 1508 | 1509 | 1510 | 1511 | 1512 | ► | ►►

Weitere Ereignisse

## Ereignisse

### Prosa
- Der spanische Schriftsteller Garci Rodríguez de Montalvo veröffentlicht den von ihm bearbeiteten aus dem 14. Jahrhundert stammenden Ritterroman Amadís de Gaula.
- Die niederdeutsche Satire Bruder Rausch erscheint erstmals in hochdeutscher Sprache.
- Baldassare Castiglione beginnt mit der Arbeit an Il Libro del Cortegiano.

### Drama

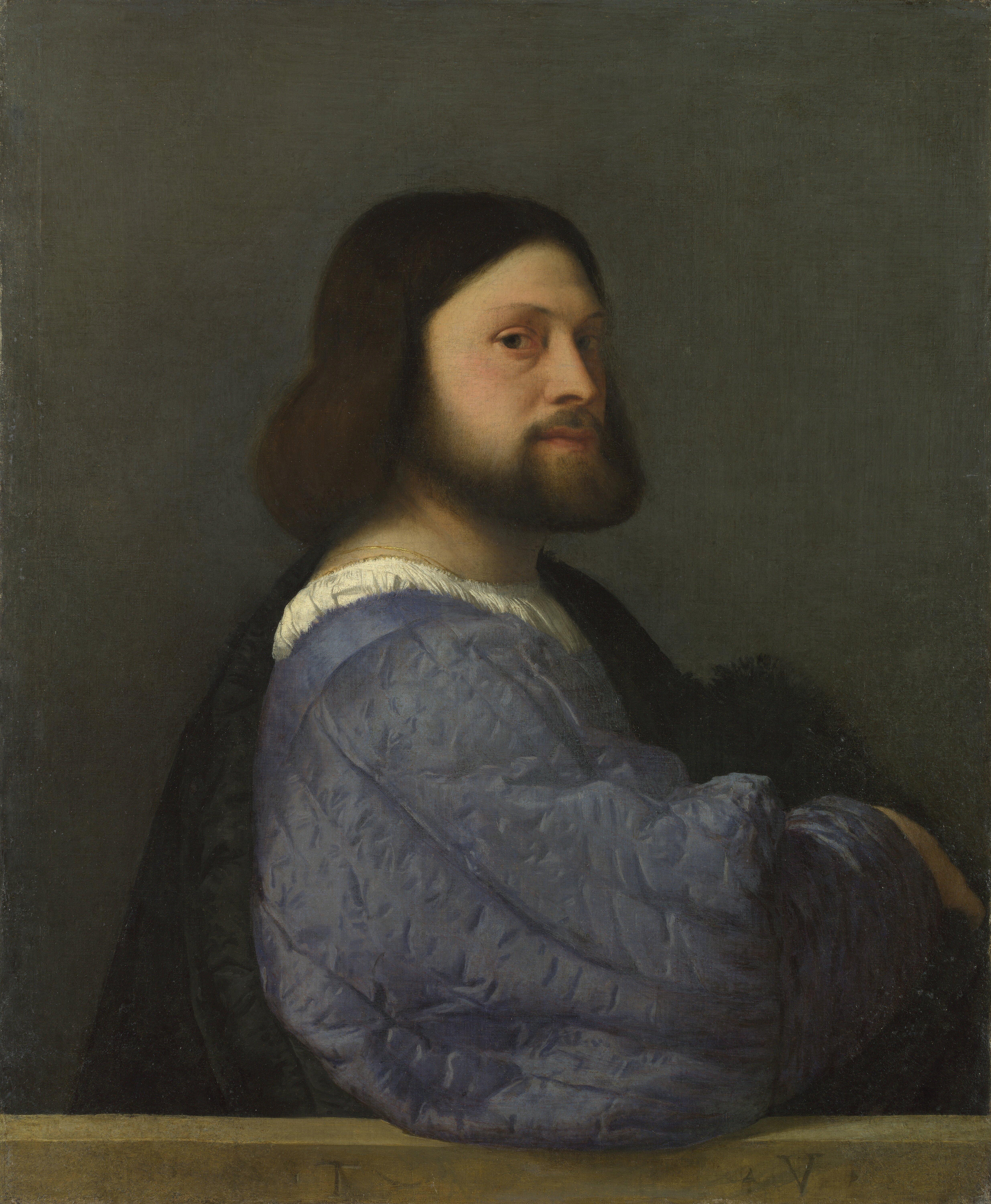
Tizian: Ludovico Ariosto

- 5. März: Die Komödie in fünf Akten La Cassaria von Ludovico Ariosto hat ihre Uraufführung am Hof von Ferrara. Es ist die erste bedeutende Komödie in italienischer Sprache und beeinflusst spätere italienische Komödien, wie z. B. Bernardo Dovizi da Bibbienas La Calandria (1513) oder Pietro Aretinos erste Fassung von La Cortigiana (1525) entscheidend.

### Sachliteratur

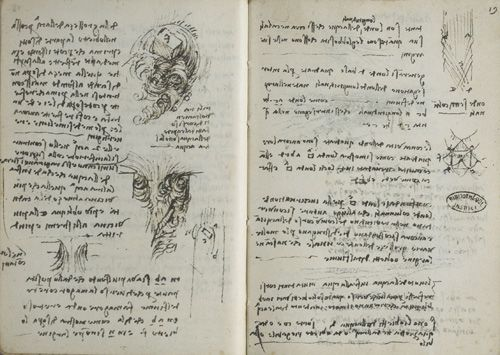
Leonardo da Vinci: Pariser Manuskript F, Folio 18v-19r

- 12. September bis Oktober: Leonardo da Vinci verfasst Manuskript F seiner Pariser Manuskripte. Die Hauptthemen des Manuskripts sind Wasser, Optik, Geologie und Astronomie, wie die Natur des Mondlichts.

- Poeta laureatus Heinrich Bebel schreibt Proverbia Germanica und beginnt mit der Arbeit an den Libri facetiarum iucundissimi.
- Der venezianische Verleger Aldus Manutius bringt die erste Druckausgabe der Adagia von Erasmus von Rotterdam heraus.
- Nach einer diplomatischen Mission am Hof Kaiser Maximilians I. verfasst Niccolò Machiavelli den Bericht Rapporto delle Cose d'Alemagna.

### Religiöse Werke
- Der zum Christentum konvertierte Johannes Pfefferkorn verfasst den Judenspiegel, eine antijudaistische Hetzschrift.

## Geboren

### Geburtsdatum gesichert
- 3. April: Jean Dorat, französischer Literat und Gelehrter († 1588)
- 9. Juni: Primož Trubar, protestantischer Prediger; gilt als Begründer des slowenischen Schrifttums († 1586)

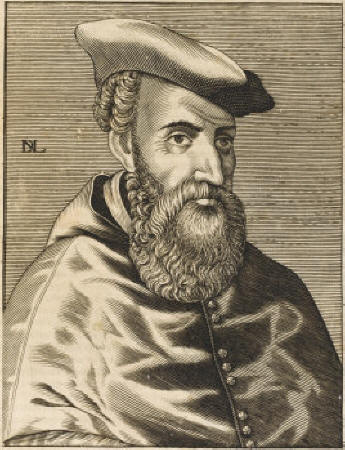
Alessandro Piccolomini; * 13. Juni

- 13. Juni: Alessandro Piccolomini, italienischer Astronom, Philosoph und Dichter († 1578)
- 21. Dezember: Thomas Naogeorg, deutscher Theologe und Schriftsteller († 1563)

### Genaues Geburtsdatum unbekannt
- Jerónimo Cardoso, portugiesischer Latinist, Romanist, Lusitanist und Lexikograph († 1569)
- Lodovico Dolce, italienischer Humanist, Dichter, Schriftsteller, Übersetzer  und Kunsttheoretiker († 1568)
- Petar Zoranić, kroatischer Schriftsteller († um 1569)

## Gestorben

### Todesdatum gesichert

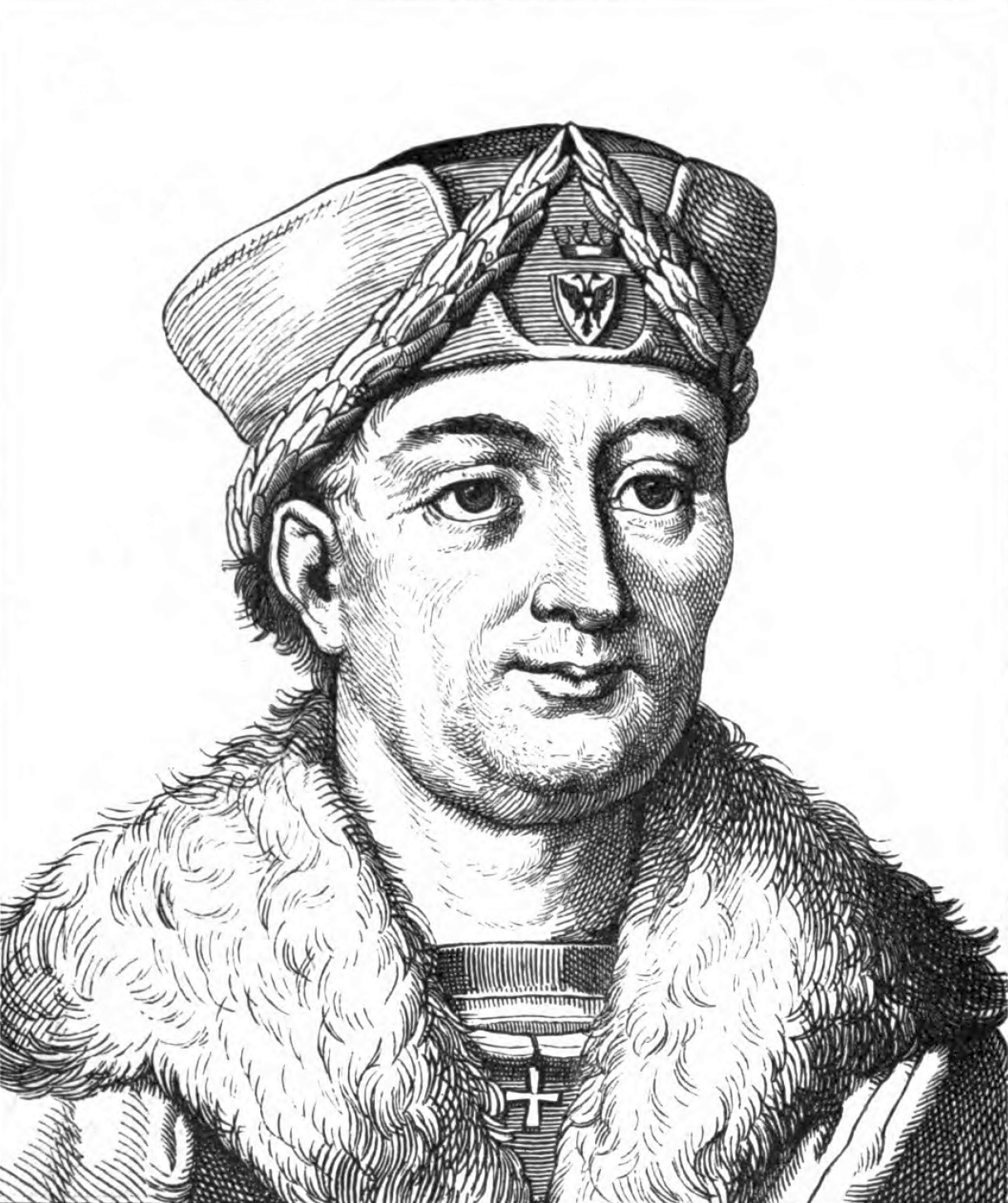
Conrad Celtis; † 4. Februar

- 4. Februar: Conrad Celtis, deutscher Dichter und Humanist (* 1459)
- 13. Mai: Martial d’Auvergne, französischer Schriftsteller (* 1430)
- 6. Juni: Ercole Strozzi, italienischer Hofmann und Dichter (* 1471)

### Genaues Todesdatum unbekannt
- Isaak Abrabanel, jüdischer Bibelkommentator und Philosoph, Politiker und Finanzmann im Dienste der Könige von Portugal, Spanien und Neapel und der Dogen von Venedig (* 1437)